# 한나 융베리
한나 카롤리나 융베리(스웨덴어: Hanna Carolina Ljungberg, 1979년 1월 8일 ~ )는 스웨덴의 전직 여자 축구 선수로, 선수 시절 포지션은 공격수였다.

## 선수 경력
1998년부터 2009년까지 다말스벤스칸 소속 클럽인 우메오 IK에서 활약했으며 227경기에 출전하여 196골을 기록했다. 2002 다말스벤스칸 시즌에서는 39골을 기록하여 최다 득점자에 올랐고 2002년에는 스웨덴 올해의 여자 축구 선수로 선정되었다. 2002-03 시즌에서는 팀의 UEFA 여자 챔피언스리그 우승에 공헌했다.
17세 시절이던 1996년 2월 6일에 열린 스페인과의 경기에 처음으로 스웨덴 여자 축구 국가대표팀 선수로 출전했으며 스웨덴은 이 경기에서 스페인에 8-0 승리를 기록했다. 스웨덴 여자 축구 국가대표팀에서 주전 공격수로 활약했고 미국에서 개최된 2003년 FIFA 여자 월드컵에서는 스웨덴의 준우승에 공헌했다.

## 수상

### 클럽
- 다말스벤스칸 7회 우승 (2000, 2001, 2002, 2005, 2006, 2007, 2008)
- 여자 스벤스카 쿠펜 4회 우승 (2001, 2002, 2003, 2007), 2회 준우승 (2005, 2006)
- 여자 스벤스카 수페르쿠펜 2회 우승 (2007, 2008), 1회 준우승 (2009)
- UEFA 여자 챔피언스리그 2회 우승 (2003, 2004), 준우승 3회 (2002, 2007, 2008)

### 국가대표
- UEFA 여자 유로 2001 준우승
- 2003년 FIFA 여자 월드컵 준우승

### 개인
- 2002 다말스벤스칸 시즌 최다 득점자 수상
- 2002년 디아만트볼렌(Diamantbollen, 스웨덴 올해의 여자 축구 선수) 수상
- 2005년 스웨덴 올해의 여자 축구 공격수 선정